# Mezinárodní turnaj v ledním hokeji na počest 50. výročí VŘSR 1967
Turnaj na počest 50. výročí VŘSR se konal od 30. listopadu do 6. prosince 1967 v Moskvě, Leningradu a Voskresensku. Zúčastnila se čtyři reprezentační družstva. Sovětský svaz a Československo měli na turnaji dva týmy, pod označením I a II. Hrálo se jednokolovým systémem každý s každým. Utkání ČSSR z tohoto turnaje nejsou považována za oficiální mezistátní utkání. Od roku 1969 převzala nad turnajem záštitu redakce deníku Izvestija (Cena Izvestijí).

## Výsledky a tabulka
|    |         | SSSR I        | SSSR II       | ČSSR II        | ČSSR I         | CAN    | POL    | V | R | P | Skóre | B |
| 1. | SSSR I  | Sovětský svaz | 5:2           | 1:3            | 9:1            | 7:0    | 6:1    | 4 | 0 | 1 | 28:7  | 8 |
| 2. | SSSR II | 2:5           | Sovětský svaz | 3:1            | 2:1            | 9:3    | 13:1   | 4 | 0 | 1 | 20:11 | 8 |
| 3. | ČSSR II | 3:1           | 1:3           | Československo | 3:3            | 7:2    | 7:0    | 3 | 1 | 1 | 21:9  | 7 |
| 4. | ČSSR I  | 1:9           | 1:2           | 3:3            | Československo | 6:2    | 9:1    | 2 | 1 | 2 | 20:17 | 5 |
| 5. | Kanada  | 0:7           | 3:9           | 2:7            | 2:6            | Kanada | 5:3    | 1 | 0 | 4 | 12:32 | 2 |
| 6. | Polsko  | 1:6           | 1:13          | 0:7            | 1:9            | 3:5    | Polsko | 0 | 0 | 5 | 6:40  | 0 |

 Československo I -  Polsko 9:1 (3:0, 4:1, 2:0)
30. listopadu 1967 - Moskva (Lužniki)

Branky Československa I: 1:0 12. Jaroslav Holík, 2:0 12. Bedřich Brunclík, 19. Jan Klapáč, 29. Bedřich Brunclík, 30. Jan Havel, 37. Jan Klapáč, 38. Josef Cvach,  44. Jaroslav Holík, 59. Jan Havel.

Branka Polska: 33. Włodzimierz Komorski.

Rozhodčí: Ove Dahlberg (SWE), Anatolij Seglin (URS)

Vyloučení: 2:0 (využití 1:0)
ČSSR I: Jiří Holeček (Vladimír Nadrchal) - Oldřich Machač, Rudolf Tajcnár, Břetislav Kocourek, Miroslav Beránek (60. Josef Ondřasina) - Jan Klapáč, Jaroslav Holík, Petr Bavor - Ivan Grandtner, Bedřich Brunclík, Milan Mrukvia - Jan Havel, Jozef Golonka, Josef Cvach (40. Vladimír Dučaj). 
Polsko: Józef Wiśniewski (Andrzej Tkacz) - Krzysztof Birula-Białynicki, Stanisław Fryźlewicz, Ludwik Czachowski, Piotr Szlapa, Bronislav Chyski, Piotr Antoniewicz - Tadeusz Kacik, Józef Stefaniak, Tadeusz Kilanowicz - Walenty Ziętara, Włodzimierz Komorski, Bogdan Migacz - Janusz Gasiniecz, Andrzej Fonfara, Eugeniucz Nowak - Franciszek Klocek.
 SSSR II -  Kanada 9:3 (4:1, 5:2, 0:0)
30. listopadu 1967 - Leningrad (Jubilejnij)
 SSSR I -  Československo II  1:3 (1:1, 0:0, 0:2)
30. listopadu 1967 - Moskva (Lužniki)

Branka SSSR I: 1:0 19. Boris Majorov.

Branky Československa II: 1:1 19. Josef Horešovský, 55. František Ševčík, 59. Pavel Svoboda.

Rozhodčí: Olle Wiking (SWE), Jan Wycisk (POL)

Vyloučení: 1:3 (využití 0:0)
SSSR I: Viktor Zinger - Viktor Kuzkin, Vladimir Brežněv, Alexej Makarov, Viktor Blinov, Vladimir Lutčenko, Vladimir Merinov - Valerij Nikitin, Viktor Jakušev, Venjamin Alexandrov - Vladimir Vikulov, Viktor Polupanov, Anatolij Firsov - Jevgenij Zimin, Vjačeslav Staršinov, Boris Majorov.
ČSSR II: Miroslav Lacký - Josef Horešovský, František Tikal, Jan Suchý, Karel Masopust - František Ševčík, Václav Nedomanský, Jaroslav Jiřík - Pavel Svoboda, Petr Hejma, Pavel Volek - Jan Hrbatý, Jiří Kochta, Josef Augusta (21. Josef Černý). 
 Polsko -  Kanada 3:5 (3:3, 0:1, 0:1)
1. prosince 1967 - Leningrad (Jubilejnij)
 Československo I -  Československo II 3:3 (1:1, 2:0, 0:2)
1. prosince 1967 - Voskresensk (Chimik)

Branky Československa I: 18. Bedřich Brunclík, 26. Josef Cvach, 28. Josef Cvach. 

Branky Československa II: 3. Jaroslav Jiřík, 42. Stanislav Prýl, 45. Richard Farda.

Rozhodčí: Guryšev (URS), Jan Wycisk (POL)

Vyloučení: 0:1 (využití 1:0)
ČSSR I: Vladimír Nadrchal (Jiří Holeček) - Oldřich Machač, Břetislav Kocourek, Rudolf Tajcnár, Josef Ondřasina, Jaroslav Innemann - Jan Havel, Jozef Golonka, Josef Cvach - Ivan Grandtner, Bedřich Brunclík, Milan Mrukvia - Jan Klapáč, Jaroslav Holík, Petr Bavor.
ČSSR II: Vladimír Dzurilla - Josef Horešovský, František Pospíšil, Karel Masopust, Jan Eysselt - František Ševčík, Václav Nedomanský, Jaroslav Jiřík - Jan Hrbatý, Jiří Kochta, Josef Augusta - Stanislav Prýl, Richard Farda, Josef Černý - Pavel Svoboda, Petr Hejma, Pavel Volek. 
 SSSR I -  SSSR II 5:2 (0:0, 2:1, 3:1)
1. prosince 1967 - Moskva (Lužniki)
 Polsko -  Československo II 0:7 (0:1, 0:3, 0:3)
3. prosince 1967 - Leningrad (Jubilejnij)

Branky Československa II: 2. Jan Hrbatý, 22. Stanislav Prýl, 35. Václav Nedomanský, 38. Jaroslav Jiřík, 44. Jiří Kochta, 51. Jaroslav Jiřík, 52. Jiří Kochta.

Rozhodčí: Olle Wiking (SWE), Kirilov (URS)

Vyloučení: 0:1 (Jan Suchý)
Polsko: Józef Wiśniewski – Ludwik Czachowski, Piotr Szlapa, Franciszek Klocek, Bronislav Chyski, Krzysztof Birula-Białynicki, Stanisław Fryźlewicz - Tadeusz Kacik, Józef Stefaniak, Jerzy Kilanowicz – Piotr Antoniewicz, Eugeniucz Nowak, Andrzej Fonfara - Walenty Ziętara, Włodzimierz Komorski, Bogdan Migacz.
ČSSR II: Vladimír Dzurilla (41. Miroslav Lacký) - Josef Horešovský, František Tikal, Jan Suchý, František Pospíšil, Jan Eysselt, Karel Masopust - František Ševčík, Václav Nedomanský, Jaroslav Jiřík - Jan Hrbatý, Jiří Kochta, Josef Augusta - Stanislav Prýl, Richard Farda, Josef Černý - Petr Hejma. 
 SSSR I -  Kanada 7:0 (1:0, 5:0, 1:0)
3. prosince 1967 - Moskva (Lužniki)
 SSSR II -  Československo I 2:1 (2:0, 0:1, 0:0)
3. prosince 1967 - Voskresensk (Chimik)

Branky SSSR II: 5. Jevgenij Mišakov, 12. Jurij Mojsejev.

Branky Československa I: 29. Bedřich Brunclík.

Rozhodčí: Jan Wycisk (POL), P. Linko (FIN)

Vyloučení: 5:5
SSSR II: Viktor Tolmačev - Vitalij Davydov, Alexandr Ragulin, Oleg Zajcev, Igor Romiševskij, Jurij Čichurin, Valentin Markov - Jevgenij Mišakov, Anatolij Ionov, Jurij Mojsejev - Alexandr Sakejev, Anatolij Motovilov, Viktor Šilov (Juris Reps) - Alexandr Jakušev, Vladimir Šadrin, Viktor Jaroslavcev.
ČSSR I: Jiří Holeček - Oldřich Machač, Rudolf Tajcnár, Břetislav Kocourek,  Josef Ondřasina, Jaroslav Innemann - Jan Havel, Jozef Golonka, Josef Cvach - Jan Klapáč, Jaroslav Holík, Petr Bavor - Ivan Grandtner, Bedřich Brunclík, Milan Mrukvia.
 Československo I -  Kanada 6:2 (1:0, 2:0, 3:2)
4. prosince 1967 - Moskva (Lužniki)

Branky Československa I: 13. Josef Cvach, 35. Miroslav Beránek, 38. Josef Cvach, 54. Jozef Golonka, 55. Milan Mrukvia, 59. Milan Mrukvia, 

Branky Kanady: 43. Cam Allisson, 60. Bob Goring.

Rozhodčí: Jan Wycisk (POL), P. Linko (FIN)

Vyloučení: 6:4 (využití 3:0)
ČSSR I: Jiří Holeček - Oldřich Machač, Rudolf Tajcnár, Břetislav Kocourek, Josef Ondřasina, Miroslav Beránek, Jaroslav Innemann - Ivan Grandtner, Jozef Golonka, Vladimír Dučaj (Milan Mrukvia) - Jan Havel, Petr Brdička (21. Jozef Golonka), Josef Cvach - Jan Klapáč, Jaroslav Holík, Petr Bavor.
Kanada: Steve Rex - John Ferguson, Jack Bownass, Marshall Johnston, Ray Cadieux - Steve Monteith, Gary Dineen, Bill MacMillan - Cam Allisson, Bob Goring, Bob Berry - Ken Laidlaw, Derek Holmes, Wayne Freitag.
 SSSR I -  Polsko 6:1(3:0, 2:1, 1:0)
4. prosince 1967 - Voskresensk (Chimik)
 SSSR II -  Československo II 3:1 (0:0, 0:1, 3:0)
4. prosince 1967 - Leningrad (Jubilejnij)

Branky SSSR II: 44. Jevgenij Mišakov, 47. Vladimir Šadrin, 57. Vladimir Šadrin.

Branky Československa II: 26. František Tikal.

Rozhodčí: Olle Wiking (SWE), Ove Dahlberg (SWE)

Vyloučení: 4:3
SSSR II:  Viktor Tolmačev - Vitalij Davydov, Alexandr Ragulin, Oleg Zajcev, Igor Romiševskij, Jurij Čichurin, Valentin Markov - Jevgenij Mišakov, Anatolij Ionov, Jurij Mojsejev - Alexandr Striganov, Vladimir Jurzinov, Juris Reps - Viktor Jaroslavcev, Vladimir Šadrin, Alexandr Jakušev - Viktor Šilov. 
ČSSR II: Miroslav Lacký - Josef Horešovský, František Tikal, Jan Suchý, Karel Masopust, František Pospíšil - František Ševčík, Václav Nedomanský, Jaroslav Jiřík - Jan Hrbatý, Jiří Kochta, Josef Černý - Pavel Svoboda, Petr Hejma, Pavel Volek - Stanislav Prýl, Josef Augusta.
 SSSR I -  Československo I 9:1 (3:1, 4:0, 2:0)
6. prosince 1967 - Moskva (Lužniki)

Branky SSSR I: 1:1 6. Vjačeslav Staršinov, 7. Valerij Nikitin, 19. Vladimir Vikulov, 23. Viktor Blinov, 25. Vladimir Vikulov, 30. Viktor Polupanov, 39. Jevgenij Zimin, 46. Anatolij Firsov, 53. Anatolij Firsov.

Branky Československa I: 0:1 6. Josef Ondřasina. 

Rozhodčí: Olle Wiking (SWE), Ove Dahlberg (SWE)

Vyloučení: 2:5 (využití 0:0)
SSSR I: Viktor Zinger - Viktor Kuzkin, Vladimir Brežněv, Vladimir Lutčenko, Vladimir Merinov, Alexej Makarov, Viktor Blinov - Vladimir Vikulov, Viktor Polupanov, Anatolij Firsov - Valerij Nikitin (36. Boris Michajlov), Viktor Jakušev, Venjamin Alexandrov - Jevgenij Zimin, Vjačeslav Staršinov, Boris Majorov.
ČSSR I: Jiří Holeček (21. Vladimír Nadrchal) - Oldřich Machač, Rudolf Tajcnár, Břetislav Kocourek, Josef Ondřasina, Miroslav Beránek - Jan Havel, Petr Brdička, Josef Cvach - Petr Bavor, Jozef Golonka, Jaroslav Holík - Ivan Grandtner, Bedřich Brunclík, Milan Mrukvia (Vladimír Dučaj).
 SSSR II -  Polsko 13:1 (3:0, 6:0, 4:1)
6. prosince 1967 - Moskva (CSKA)
 Československo II -  Kanada 7:2 (1:0, 4:0, 2:2)
6. prosince 1967 - Moskva (Lužniki)

Branky Československa II: 2. František Pospíšil, 26. Jan Suchý, 32. Josef Černý, 38. Josef Černý, 34. Stanislav Prýl, 58. Stanislav Prýl, 59. František Ševčík.

Branky Kanady: 41. Gary Dineen, 45. Steve Monteith.

Rozhodčí: Jan Wycisk (POL), P. Linko (FIN)

Vyloučení: 3:5 (využití 0:0)
ČSSR II: Vladimír Dzurilla - Josef Horešovský, František Tikal (41. Karel Masopust), Jan Suchý,  František Pospíšil - František Ševčík, Václav Nedomanský, Jaroslav Jiřík - Jan Hrbatý, Jiří Kochta, Josef Černý (41. Josef Augusta) - Stanislav Prýl, Petr Hejma (41. Richard Farda), Pavel Volek.
Kanada: Ken Broderick - Marshall Johnston, Ray Cadieux, John Ferguson, Jack Bownass - Steve Monteith, Gary Dineen, Bill MacMillan - Cam Allisson, Bob Goring, Bob Berry - Ken Laidlaw, Derek Holmes, Wayne Freitag.